# Amyema cambagei
Amyema cambagei, vulgarmente conhecida como visco de sheoak, é uma espécie de planta com flores, uma planta hemiparasitária epifítica da família Loranthaceae, endémica da Austrália, e pode ser encontrada em New South Wales e Queensland na floresta esclerófila e florestas comuns em várias espécies de Casuarinaceae.

## Ecologia
A. cambagei é encontrada em Casuarina & Allocasuarina spp., imitando as folhas da hospedeira.

## Taxonomia
Foi descrita pela primeira vez por Blakely em 1922, como Loranthus cambagei, mas em 1929 foi colocada no género Amyema por Danser.